# Carpinus
Los carpes (Carpinus)  son un género de árboles relativamente pequeños de madera dura, en la familia Betulaceae, aunque algunos botánicos separan a Corylus y a Ostrya en una segregada familia de Corylaceae. Las 30-40 especies se encuentran atravesando muchas de las regiones templadas del hemisferio norte, con la mayor cantidad de especies en el este de Asia, particularmente  China. Solo dos especies son de Europa, y solo una en el este de Norteamérica.

## Descripción

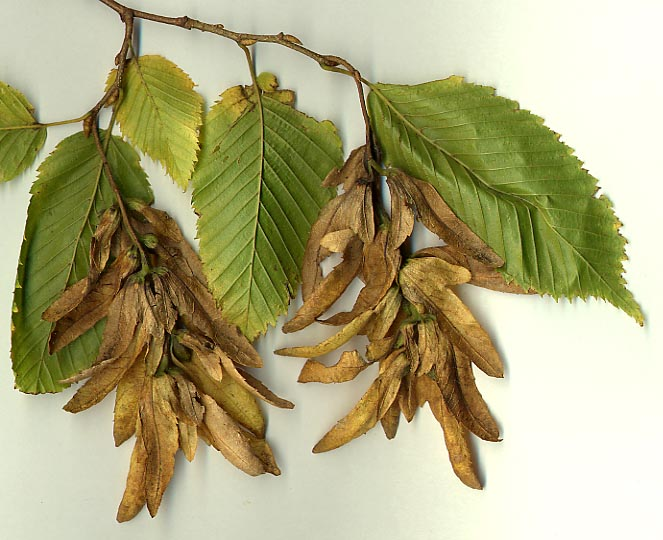
Frutos en amento de Carpinus betulus

Las especies de carpe son árboles de hoja caduca o, a veces, arbustos. La corteza es gris, lisa o escamosa. Las ramas son delgadas. Las yemas son puntiagudas, cónicas u ovoides y se encuentran en las ramas, faltan yemas terminales; Las escamas de las yemas están dispuestas en cuatro filas longitudinales. Las hojas se alternan en dos hileras. Las estípulas quedan obsoletas o permanecen intactas hasta que se caen las hojas. El limbo de la hoja es simple e irregularmente doble o simplemente dentado. Dependiendo del tipo, se forman de siete a 34 pares de nervios.
Las hojas son caducifolias, alternas, simples con margen serrado, y varían de 3-10 cm en longitud. Las flores se polinizan con el viento; los amentos se producen en primavera. Las flores macho y hembra están en diferentes flores, en el mismo árbol (monoico). El fruto es una pequeña nuez de cerca de 3-6 mm de longitud, suspendida en una bráctea hojosa; la bráctea puede ser trilobulada o simple oval, y es ligeramente asimétrica. La asimetría de las alas de las semillas les produce un giro al caer, mejorando la dispersión por el viento. La forma del ala es importante en la identificación de diferentes especies. Hay de 10 a 30 semillas en cada amento.
Las especies de carpe son monoicas con sexos separados. Las inflorescencias aparecen cuando emergen las hojas. Las hembras aparecen individualmente y se paran en la rama debajo de los machos. Las inflorescencias masculinas aparecen solas o en grupos; son amentos cilíndricos colgantes con numerosas brácteas superpuestas . Crecen en brotes cortos sin hojas o con pocas hojas. Las flores masculinas crecen individualmente en las axilas de las brácteas con forma de huevo. No tienen perigón ni bráctea y tienen de tres a 12 estambres con filamentos bifurcados en la punta y anteras bicamerales con anteras separadas y peludas en la punta. Las inflorescencias femeninas son amentos peludos, erectos y luego colgantes, con de cinco a 20 flores en los extremos de brotes jóvenes y frondosos. En las axilas de las brácteas ovoides y decrépitas crecen cada una dos flores. Tienen un perígono (cáliz) discreto y una bráctea ovoide o trilobulada (bráctula y dos brácteas). El ovario inferior está bifurcado con un estilo corto , los dos estigmas largos, en forma de hilos, son rojos.
Los frutos crecen en racimos en racimos puntiagudos de hasta 15 centímetros de largo con tallos de 1 a 4 centímetros de largo. Los frutos son nueces de 3 a 10 milímetros de largo, con forma de huevo, más o menos aplanadas, acanaladas longitudinalmente, con perígono permanente y residuos de estilo y estigma, que crecen en la base con el fruto ovoide o trilobulado, claramente nervado y hoja de cubierta agrandada. Las alas son siempre mucho más largas que la nuez.

## Distribución geográfica
Las 30-40 especies de este género se distribuyen por gran parte de las regiones templadas del hemisferio norte, con el mayor número de especies en el este de Asia, especialmente en China. Sólo hay dos especies en Europa, una en el este de Norteamérica y una en Mesoamérica. Carpinus betulus se encuentra en Europa, Turquía y Ucrania.

## Ecología
Esta especie es alimento de las larvas de algunas especies de Lepidoptera, incluyendo Epirrita autumnata, Hemithea aestivaria, Colotois pennaria,  Amphipyra berbera, Operophtera brumata (registrada en Quercus palustris), y Coleophora C. currucipennella y C. ostryae.
El carpe oriental (Carpinus orientalis) es del sudeste de Europa y sudoeste de Asia, en sitios calurosos y secos a más bajas altitudes que C. betulus, es un árbol pequeño, que raramente supera los 10 m de altura y frecuentemente es arbustiva. Tiene pequeñas hojas, de 3-5 cm long. Las semillas difieren de C. betulus en tener una simple bráctea (no trilobada), de cerca de 2 cm de longitud.
El carpe japonés  (Carpinus japonica) es similar a C. orientalis en tener brácteas unilobadas, pero difiere en tener hojas más grandes, de 8-10 cm de longitud.

La especie norteamericana, carpe americano (Carpinus caroliniana) es similar a C. betulus en tamaño de hoja y en forma. La bráctea es trilobada, pero menos profunda que en C. betulus. 

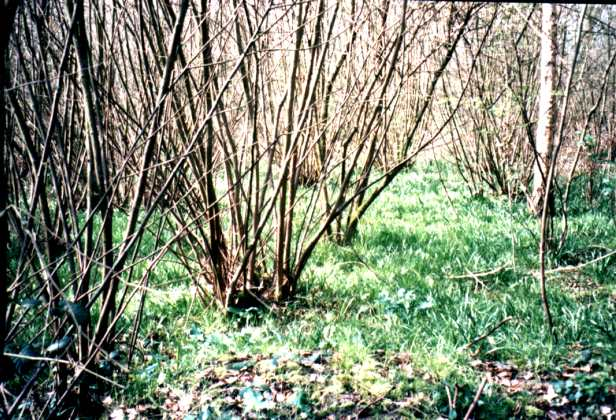
Copa de C. betulus en "Hockley Woods", Essex, RU

La madera es muy dura, tomando el nombre de madera de hierro, por ello poco usada debido a la dificultad de laboreo. Sin embargo se emplea para herramientas, ruedas de coches y demás situaciones de mucha fortaleza.

## Taxonomía
El género fue descrito por Carlos Linneo  y publicado en Species Plantarum 2: 998. 1753. La especie tipo es: Carpinus betulus L.
Los botánicos modernos sitúan Carpinus en la subfamilia de los abedules Coryloideae. Las especies de Carpinus se suelen agrupar en dos subgéneros Carpinus subgénero Carpinus y Carpinus subgénero Distegicarpus. Sin embargo, el análisis filogenético ha demostrado que Ostrya probablemente evolucionó a partir de un antepasado de Carpinus en algún lugar de C. subg. Distegicarpus, lo que hace que Carpinus sea parafilético. El registro fósil del género se remonta al Eoceno temprano, Ypresiano del noroeste de Norteamérica, con la especie Carpinus perryae descrita a partir de frutos fósiles encontrados en la Formación Klondike Mountain de Republic, Washington.

## Etimología
El nombre científico botánico para el género, Carpinus, es el nombre original en latín para la especie europea.

## Especies

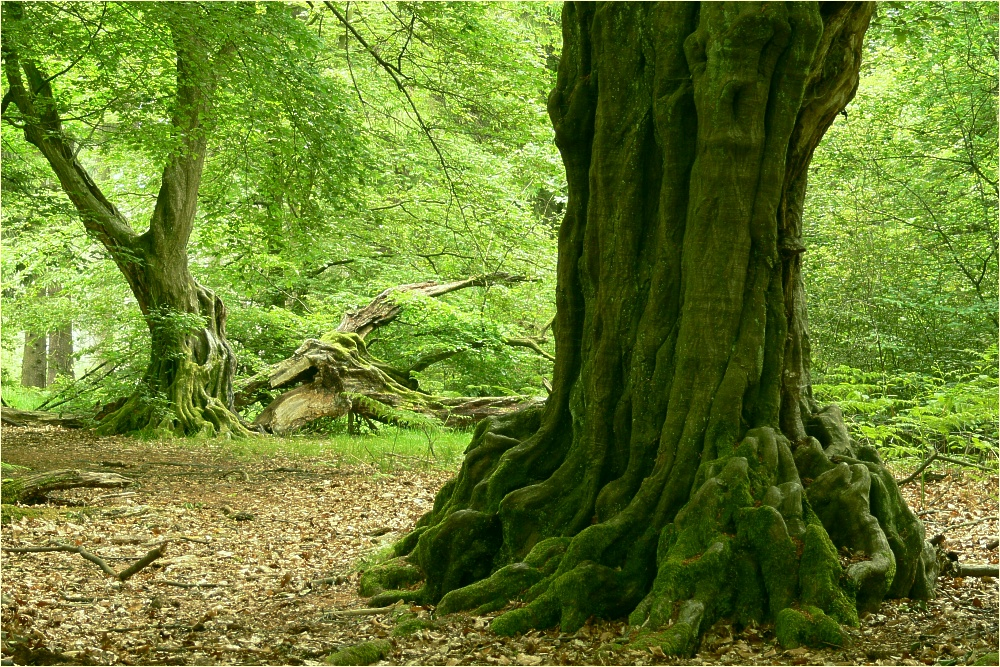
Un ejemplar viejo de Carpinus betulus en un viejo bosque en Sababurg (Alemania).

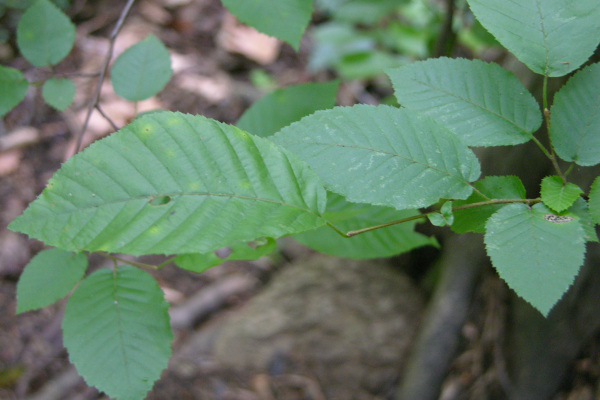
hojas del carpe americano, Carpinus caroliniana.

Los carpes están estrechamente emparentados con otras betuláceas, como los carpes lupulinos y los avellanos, pero la mayor parte de los autores siguen manteniéndolo como géneros separados. El género Carpinus incluye entre 30 y 35 especies. He aquí una selección de las especies más frecuentes:
- Carpinus betulus L. - Carpe blanco, Carpe europeo
- Carpinus caroliniana Walter - Carpe americano
- Carpinus cordata Blume
- Carpinus coreana Nakai
- Carpinus fargesiana H.J.P.Winkl.
- Carpinus faginea Lindl.
- Carpinus henryana (H.J.P.Winkl.) H.J.P.Winkl.
- Carpinus laxiflora
- Carpinus japonica Blume - carpe japonés
- Carpinus kawakamii Hayata
- Carpinus laxiflora (Siebold & Zucc.) Blume
- Carpinus orientalis Mill. - carpe oriental
- Carpinus polyneura Franch.
- Carpinus tschonoskii Maxim.
- Carpinus turczaninowii Hance - carpe de Turkzaninov
- Carpinus viminea Wall. ex Lindl.

### Lista de especies y subespecies según laWorld Checklist of Selected Plant Families
Según World Checklist of Selected Plant Families (WCSP) (Lista Mundial de Familias de Plantas Seleccionadas esta es la lista de especies y subespecies: 
- Carpinus betulus L. (1753)
- Carpinus caroliniana Walter (1788)
- Carpinus chuniana Hu (1932)
- Carpinus cordata Blume (1851)
- Carpinus dayongiana K.W.Liu & Q.Z.Lin, Bull. Bot. Res. (1986)
- Carpinus eximia Nakai (1914)
- Carpinus faginea Lindl. (1830)
- Carpinus fangiana Hu (1929)
- Carpinus fargesiana H.J.P.Winkl. (1914)
- Carpinus hebestroma Yamam. (1932)
- Carpinus henryana (H.J.P.Winkl.) H.J.P.Winkl. (1914)
- Carpinus japonica Blume (1851)
- Carpinus kawakamii Hayata (1913)
- Carpinus kweichowensis Hu (1931)
- Carpinus laxiflora (Siebold & Zucc.) Blume (1851)
- Carpinus lipoensis Y.K.Li (1983)
- Carpinus londoniana H.J.P.Winkl. (1904)
- Carpinus luochengensis J.Y.Liang (1986)
- Carpinus mengshanensis S.B.Liang & F.Z.Zhao, Bull. Bot. Res. (1991)
- Carpinus mianningensis T.P.Li, Bull. Bot. Res. (1992)
- Carpinus microphylla Z.C.Chen ex Y.S.Wang & J.P.Huang (1985)
- Carpinus mollicoma Hu, Bull. Fan Mem. Inst. Biol., n.s. (1949)
- Carpinus monbeigiana Hand.-Mazz., Anz. Akad. Wiss. Wien (1924 publ. 1925)
- Carpinus omeiensis Hu & W.P.Fang (1964)
- Carpinus orientalis Mill. (1768)
- Carpinus paohsingensis W.Y.Hsia (1934)
- Carpinus polyneura Franch. (1899)
- Carpinus pubescens Burkill, J. Linn. Soc. (1890)
- Carpinus purpurinervis Hu (1964)
- Carpinus putoensis W.C.Cheng, Contr. Biol. Lab. Sci. Soc. China (1932)
- Carpinus rankanensis Hayata (1916)
- Carpinus rupestris A.Camus (1929 publ. 1930)
- Carpinus ×schuschaensis H.J.P.Winkl. (1904)
- Carpinus shensiensis Hu, Bull. Fan Mem. Inst. Biol., n.s. (1948)
- Carpinus shimenensis C.J.Qi (1981)
- Carpinus tientaiensis W.C.Cheng, Contr. Biol. Lab. Sci. Soc. China (1932)
- Carpinus tropicalis (Donn.Sm.) Lundell (1939)
- Carpinus tsaiana Hu, Bull. Fan Mem. Inst. Biol., n.s. (1948)
- Carpinus tschonoskii Maxim. (1881)
- Carpinus turczaninowii Hance, J. Linn. Soc. (1869)
- Carpinus viminea Wall. ex Lindl. (1830)

## Usos

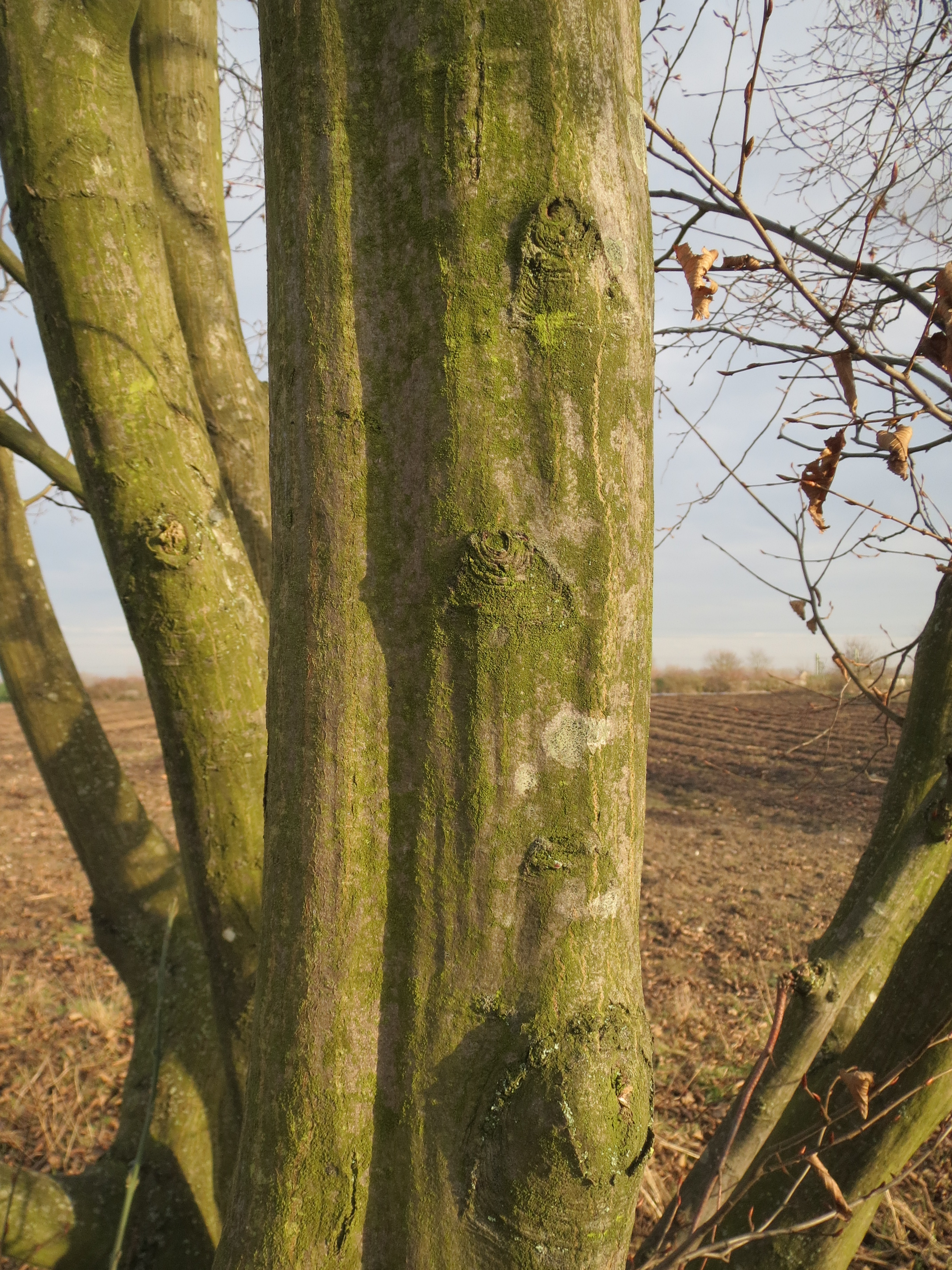
Tronco de carpe.

Los carpes producen una madera muy dura, dando lugar al nombre de "palo de hierro". Los tochos de duramen secos son casi blancos y son adecuados para uso decorativo. Para carpintería general, el carpe se utiliza raramente, en parte debido a la dificultad de trabajarlo.
La madera se utiliza para construir tablas de tallar, mangos de herramientas, bases de garlopas manuales, ruedas de carruajes, mecanismos de piano, hormas de zapatos y otros productos en los que se requiere una madera muy dura y resistente.
La madera también puede utilizarse como clavijas de engranaje en máquinas sencillas, incluidos los molinos de viento tradicionales. A veces se tala para obtener postes de madera dura. También se utiliza en parqués y para fabricar piezas de ajedrez.
La madera del carpe es muy dura, densa, blanca y muy fibrosa. Su uso está sin embargo limitado por el hecho de que es sensible a la humedad, lo que provoca ataques de hongos y degrada sus cualidades. Sin embargo, se busca para usos que requieren madera dura, como bloques de carnicero, mazos o mangos de herramientas. Nunca es lo suficientemente grande como para suministrar piezas grandes; Con ellos se hacían buenos ejes, flechas y barras de tiro. Era especialmente excelente en máquinas y molinos, para bujías, husillos de linternas, palancas, poleas, porque resiste muy bien la fricción.

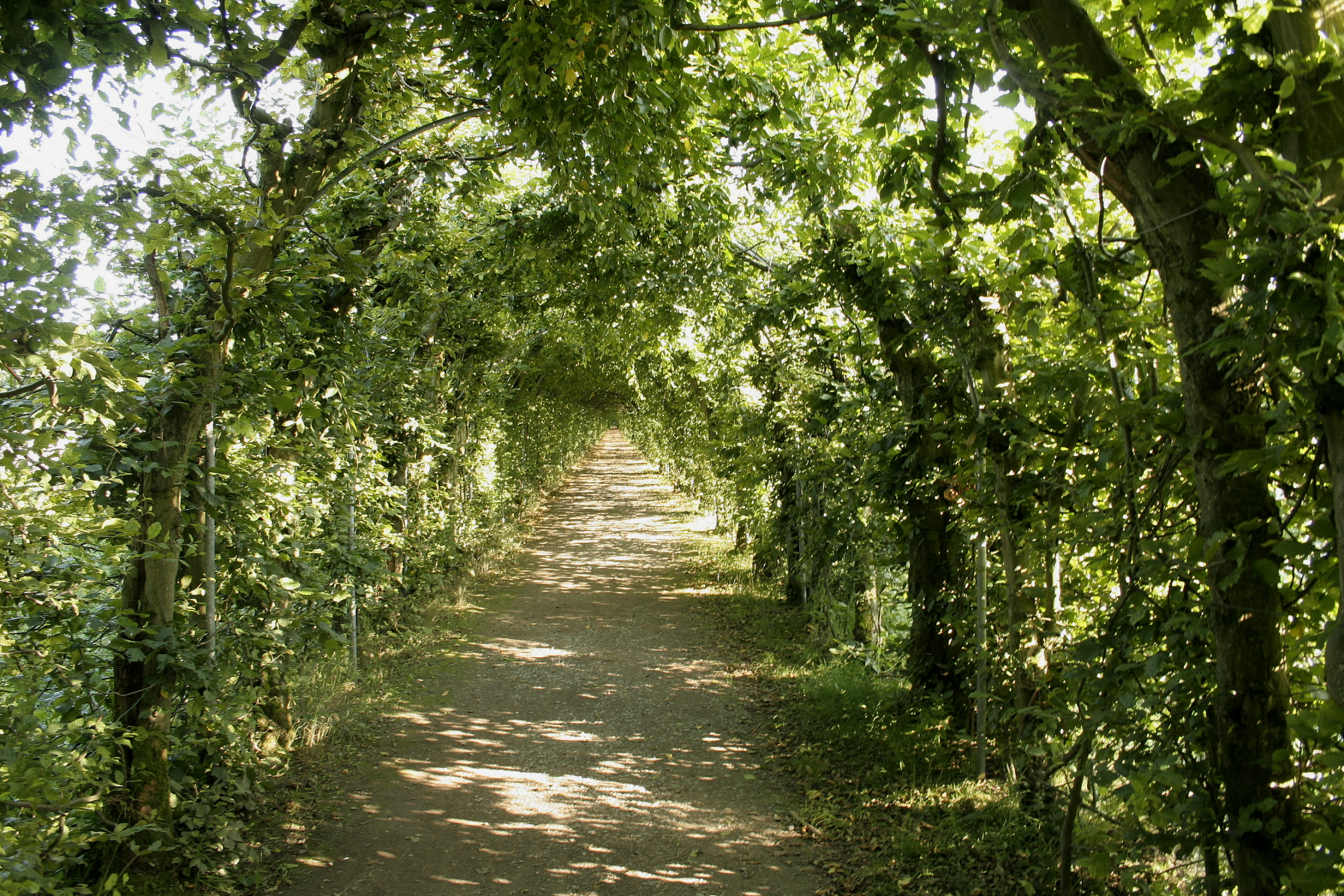
Un paseo abovedado en Theux, (Bélgica) realizado con carpe.

El carpe común, Carpinus betulus que tolera bien la poda, se planta frecuentemente como árbol ornamental en parques y jardines, y para crear caminos y setos.
El carpe es muy apreciado como leña (excelentes brasas) y para tornear. Su nombre inglés, hornbeam, (aproximadamente 'barra de cuerno') recuerda esta característica de la madera. El carpe americano también se conoce como palo de hierro (Ironwood).
Su carbón era valorizado en las forjas. Como la leña se vende por volumen, el carpe es muy buscado debido a su alta densidad, especialmente porque tiene reputación de resistir bien el fuego.